# 이사벨라 롱
양낙시(梁洛施; Isabella Leong, 1988년 6월 23일 ~ )은 홍콩의 배우 및 가수이다.

## 주요 이력
마카오에서 출생하였고 지난날 한때 일가족과 함께 포르투갈 리스본에서 잠시 유아기를 보낸 적이 있는 그녀는 5세 시절 홍콩으로 이주하였으며 홍콩에서 성장하였고 16세 시절 가수 데뷔하였다.